# Elemento constructivo

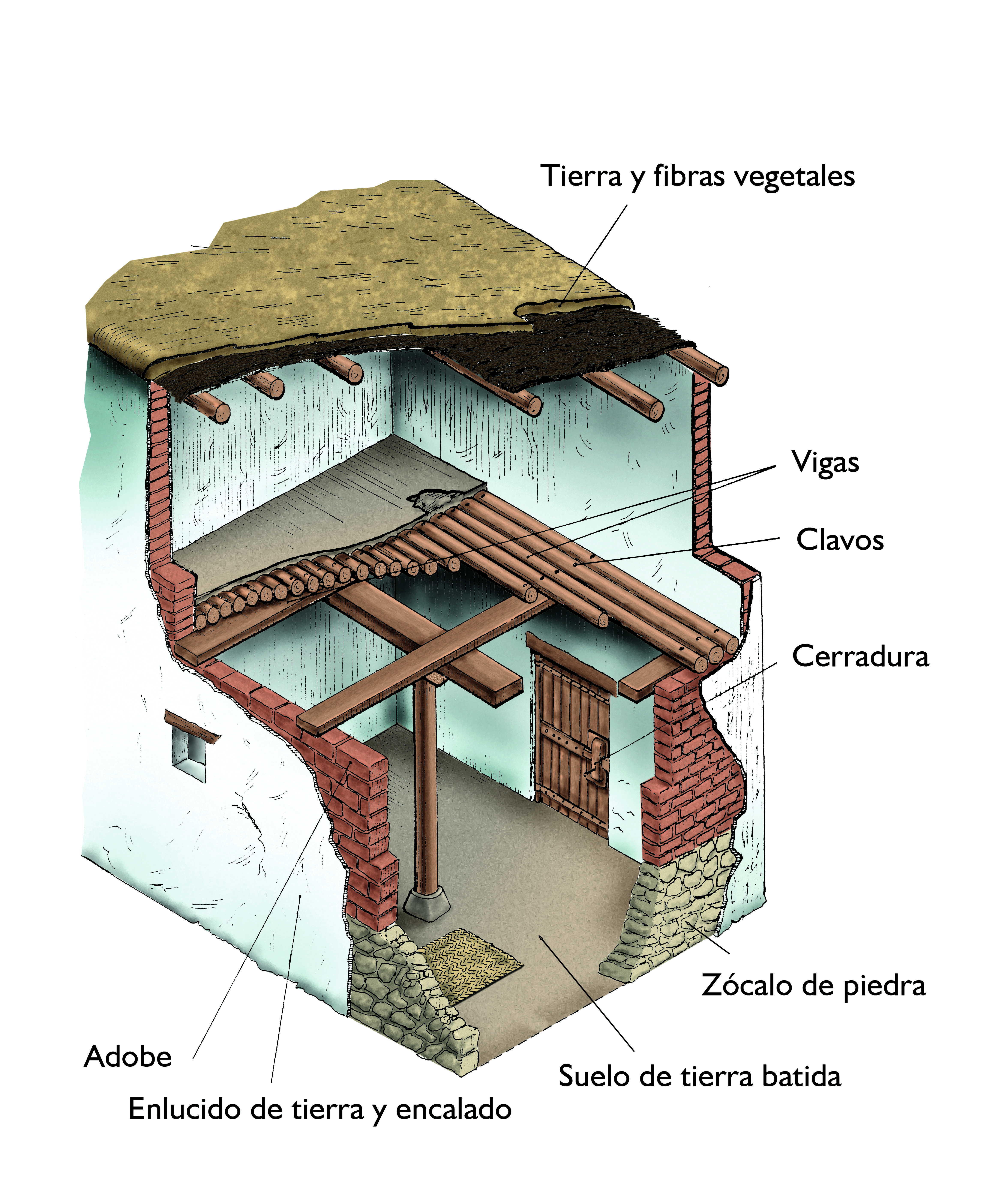
Elementos constructivos y materiales de una casa ibera.

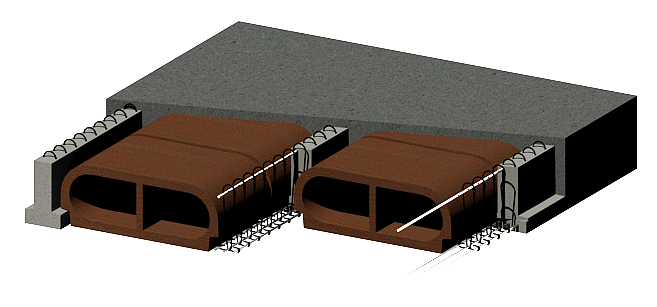
Elementos costructivos de un forjado.

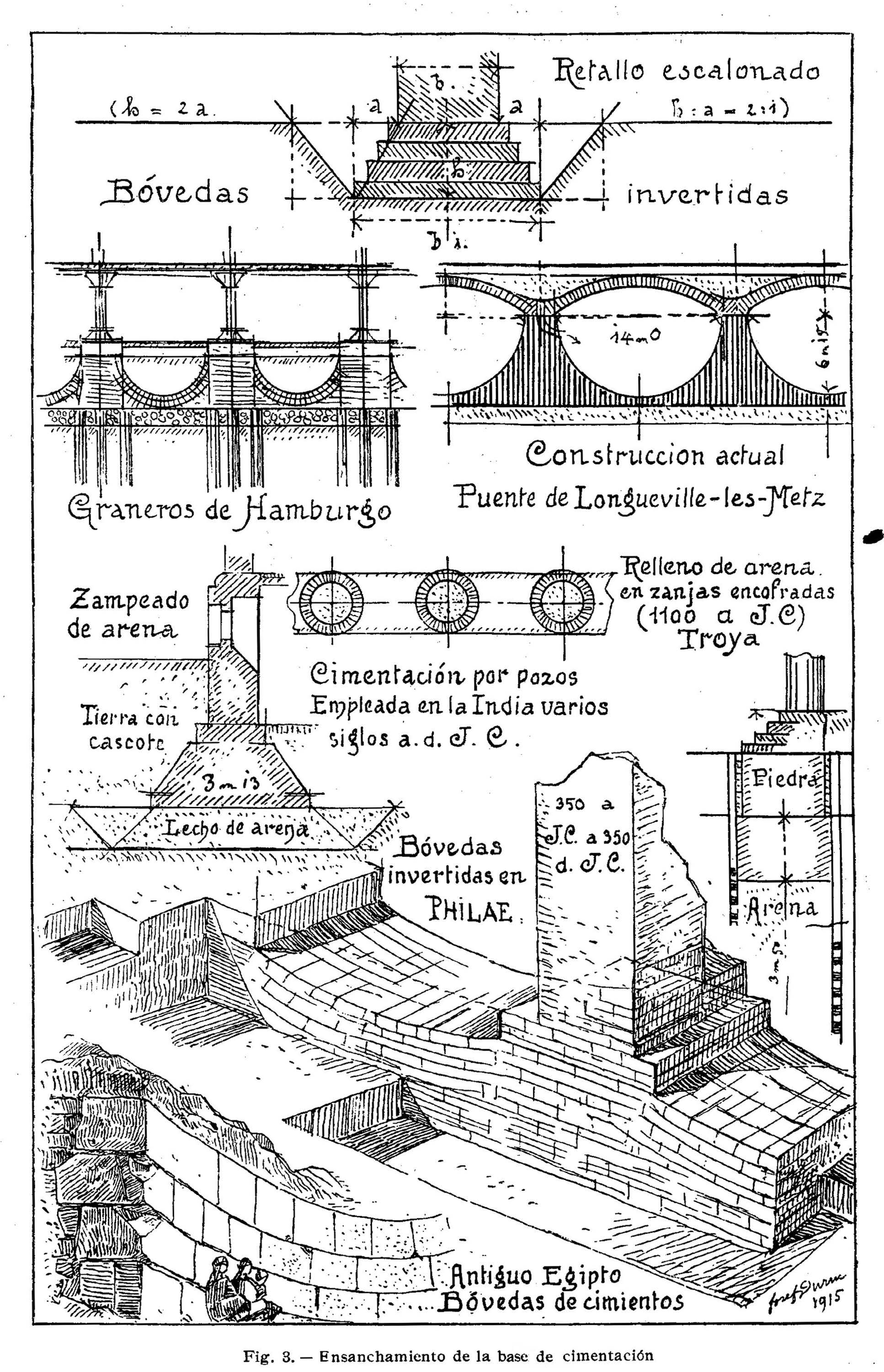
Tipos de cimentación, indicando elementos constructivos y materiales empleados. Karl Esselborn: Tratado general de Construcción. Dibujos de Josef Durm y otros.

Un elemento constructivo es cada uno de los componentes materiales que integran una obra de construcción. Se suelen clasificar en estructurales y compartimentadores.
Elementos constructivos estructurales son los componentes de la cimentación, forjados, losas, pilares, etc. Elementos constructivos compartimentadores son los componentes de cubiertas, fachadas, particiones interiores, etc.

## Materiales y productos elaborados
Los elementos constructivos están conformados con variados materiales y productos elaborados. Los materiales más empleados son diversos tipos de piedra, metal, madera, arcilla, yeso natural, agua, etc. Son productos elaborados el yeso, el cemento, el hormigón, los morteros, vidrios, aislantes térmicos y acústicos, productos cerámicos, plásticos, bituminosos para impermeabilización, etc.

## Catálogo de Elementos Constructivos del Código Técnico de la Edificación
En España, el Código Técnico de la Edificación (CTE) establece un Catálogo de Elementos Constructivos. Los clasifica bajo los epígrafes de: Cubiertas, Fachadas, Huecos, Particiones interiores verticales y medianerías, Particiones interiores horizontales, Puentes térmicos.
El Catálogo de Elementos Constructivos está concebido como un instrumento de ayuda para cumplir las exigencias generales de diseño de los requisitos de Habitabilidad: Salubridad, Protección frente al ruido y Ahorro de energía.
Contiene un conjunto de materiales, productos y elementos constructivos para cubiertas, fachadas, huecos y particiones interiores con las características higrotérmicas y acústicas. El Catálogo recoge información de las características de materiales, de las prestaciones higrotérmicas y acústicas de elementos constructivos genéricos y de especificidades constructivas, relativas a exigencias básicas del CTE.